# Mariza Corrêa
Pour les articles homonymes, voir Correa (homonymie).
Mariza Correa (1er décembre 1945 – 27 décembre 2016) était une anthropologue et sociologue brésilienne. Elle a été professeur au département d'anthropologie de l'université d'État de Campinas (Unicamp).
Formée en journalisme à l'université fédérale du Rio Grande do Sul (1969), elle a commencé à étudier les sciences sociales à l'université d'État de Campinas, de laquelle elle fut diplômée en 1975. En 1982, elle obtint un doctorat en sciences politiques à l'université de São Paulo, avec une thèse sur Raimundo Nina Rodrigues,.
Elle fut présidente de l'Association brésilienne d'anthropologie de 1996 à 1998.